# Lago di Nussbaumer
Il lago di Nussbaumer è un piccolo lago tra Nussbaumen, Uerschhausen e Hüttwilen nel canton Turgovia, in Svizzera.